# Communauté de communes de Sauveterre-de-Béarn
La communauté de communes de Sauveterre-de-Béarn est une ancienne communauté de communes française, située dans le département des Pyrénées-Atlantiques et la région Nouvelle-Aquitaine.

## Composition
La communauté de communes regroupait 23 communes :
| Nom                             | Code Insee | Gentilé               | Superficie (km2) | Population (dernière pop. légale) | Densité (hab./km2) |
| ------------------------------- | ---------- | --------------------- | ---------------- | --------------------------------- | ------------------ |
| Sauveterre-de-Béarn (siège)     | 64513      | Sauveterrien          | 14,54            | 1 419 (2014)                      | 98                 |
| Abitain                         | 64004      | Abitainois            | 6,59             | 95 (2014)                         | 14                 |
| Andrein                         | 64022      | Andreinais            | 7,80             | 133 (2014)                        | 17                 |
| Athos-Aspis                     | 64071      | Athosais              | 5,90             | 197 (2014)                        | 33                 |
| Autevielle-Saint-Martin-Bideren | 64083      | Auteviellois          | 5,87             | 225 (2014)                        | 38                 |
| Barraute-Camu                   | 64096      | Barrautois            | 3,94             | 169 (2014)                        | 43                 |
| Burgaronne                      | 64151      | Burgaronnais          | 5,27             | 100 (2014)                        | 19                 |
| Castetbon                       | 64176      | Castetbonnais         | 14,20            | 176 (2014)                        | 12                 |
| Espiute                         | 64215      | Espiutois             | 4,09             | 108 (2014)                        | 26                 |
| Gestas                          | 64242      | Jeztaztar             | 2,19             | 63 (2014)                         | 29                 |
| Guinarthe-Parenties             | 64251      | Guinarthais           | 2,48             | 240 (2014)                        | 97                 |
| Laàs                            | 64287      | Laàssois              | 6,46             | 132 (2014)                        | 20                 |
| L'Hôpital-d'Orion               | 64263      | Hospitaliens          | 8,47             | 151 (2014)                        | 18                 |
| Montfort                        | 64403      | Montfortois           | 8,64             | 191 (2014)                        | 22                 |
| Nabas                           | 64412      | Nabasar               | 6,40             | 115 (2014)                        | 18                 |
| Narp                            | 64414      | Narpois               | 6,33             | 126 (2014)                        | 20                 |
| Oraàs                           | 64423      | Oraàssiens            | 10,57            | 175 (2014)                        | 17                 |
| Orion                           | 64427      | Orionnais             | 9,80             | 154 (2014)                        | 16                 |
| Orriule                         | 64428      | Orriulais             | 6,36             | 144 (2014)                        | 23                 |
| Ossenx                          | 64434      | Ossenxois             | 4,02             | 46 (2014)                         | 11                 |
| Rivehaute                       | 64466      | Ribaltar              | 8,41             | 255 (2014)                        | 30                 |
| Saint-Gladie-Arrive-Munein      | 64480      | Saint-Gladiens        | 6,53             | 200 (2014)                        | 31                 |
| Tabaille-Usquain                | 64531      | Tabaillais-Usquindars | 4,50             | 35 (2014)                         | 7,8                |

## Démographie
| 2011  | 2012  |
| ----- | ----- |
| 4 525 | 4 598 |

## Historique
Gestas a adhéré à la communauté de communes le 1er janvier 2005, Nabas le 1er janvier 2008 et Laàs le 1er janvier 2014.
Elle fusionne avec deux autres communautés de communes pour former la communauté de communes du Béarn des Gaves au 1er janvier 2017.